# René Mugica
René Mugica (Carhué, 8 agosto 1909 – Buenos Aires, 3 maggio 1998) è stato un attore, regista e sceneggiatore argentino.

## Biografia
È apparso in 13 film tra il 1940 e il 1953. Ha anche diretto dieci film tra il 1961 e il 1971.

## Filmografia parziale

### Attore

#### Cinema
- La carga de los valientes, regia di Adelqui Migliar (1940)
- El cura gaucho, regia di Lucas Demare (1941)
- La guerra gaucha, regia di Lucas Demare (1942)
- ¡Gaucho!, regia di Leopoldo Torres Ríos (1942)
- Todo un hombre, regia di Pierre Chenal (1943)
- Fuego en la montaña, regia di Carlos Torres Ríos (1943)
- El fin de la noche, regia di Alberto de Zavalía (1944)
- Su mejor alumno, regia di Lucas Demare (1944)
- El muerto falta a la cita, regia di Pierre Chenal (1944)
- L'ultima carica (Pampa bárbara), regia di Lucas Demare e Hugo Fregonese (1945)
- Donde mueren las palabras, regia di Hugo Fregonese (1946)
- Nunca te diré adiós, regia di Lucas Demare (1947)
- La caraba, regia di Julio Saraceni (1947)
- Del otro lado del puente, regia di Carlos Rinaldi (1953)

### Regista

#### Cinema
- El centroforward murió al amanecer (1961)
- Hombre de la esquina rosada (1962)
- La murga (1963)
- La malavita del porto (Rata de puerto) (1963)
- El demonio en la sangre (1964)
- El octavo infierno (1964)
- El reñidero (1965)
- Viaje de una noche de verano, co-regia collettica (1965) - (segmento "Reñidero, El")
- La buena vida (1966)
- Bajo el signo de la patria (1971)